# Otto Kanturek
Otto Kanturek (Vienna, 27 luglio 1897 – Cawston, 26 giugno 1941) è stato un direttore della fotografia e regista austriaco.

## Biografia
Kanturek si formò presso il Graphischer Lehr- und Versuchsanstalt di Vienna; dopo un periodo di volontariato per il cinegiornale della Gaumont, nel 1912 divenne assistente operatore cinematografico. Nel 1913 fu chiamato a Parigi dal produttore Erich Pommer: qui diresse i cinegiornali per la Pathé, la Gaumont e l'Éclair.
Nel 1914 lavorò a Milano alla Milano-Films, nel 1915 tornò a Vienna alla Sascha-Film e poi a Budapest da Alexander Korda. Nel 1916 fu arruolato e fu assegnato a servizi speciali fotografici. Il suo debutto come direttore della fotografia avvenne che ancora la guerra non era finita.
Nel 1920 si trasferì a Berlino: negli anni '20 girò diversi film, tra i quali anche Una donna nella luna di Fritz Lang. Nel 1933, con l'ascesa al potere del nazionalsocialismo, Kanturek lasciò la Germania e passando per Vienna e per Praga, dove diresse il film Das Glück von Grinzing, a fine 1933 si stabilì a Londra.
Qui proseguì fruttuosamente la sua attività di direttore della fotografia, tra gli altri in Du bist mein Herz con Richard Tauber. Tornò alla ribalta anche come regista con la commedia d'amore The Student’s Romance. Morì mentre effettuava delle riprese aeree per il film Il mio avventuriero di Henry King (con Tyrone Power e Betty Grable), allorché con il suo Avro Anson entrò in collisione con un Hawker Hurricane.

## Filmografia

### Direttore della fotografia
- Wetterleuchten, regia di Franz Köhler - cortometraggio (1918)
- Das Leben einer Primadonna, regia di Franz Köhler - cortometraggio (1918)
- Teufelstriller - cortometraggio (1919)
- Fürst S.S., regia di Ernst Marischka - cortometraggio (1919)
- Die Seele des Mörders, regia di L.M. Zwingenburg - cortometraggio (1919)
- Die Rache ist mein, regia di Robert Land - cortometraggio (1919)
- Der Idiot, regia di Heinz Hanus (1919)
- Adrian Vanderstraaten, regia di Robert Land - cortometraggio (1919)
- Die Welt ohne Hunger, regia di Arthur Wellin (1920)
- Enis Aldjelis, die Blume des Ostens, regia di Ernst Marischka - cortometraggio (1920)
- Durch die Quartiere des Elends und Verbrechens, regia di Robert Land - cortometraggio (1920)
- Winterstürme, regia di Max Neufeld (1920)
- Verkommen, regia di Arthur Günsburg (1920)
- Das vierte Gebot, regia di Richard Oswald (1920)
- Die Geheimnisse von London - Die Tragödie eines Kindes, regia di Richard Oswald (1920)
- Opfer des Fluches, regia di L.M. Zwingenburg - cortometraggio (1920)
- Die Verwandlung, regia di Karl Heinz Martin (1920)
- Auto 1472, regia di Franz Höbling - cortometraggio (1920)
- Vier um die Frau, regia di Fritz Lang (1921)
- Die Liebschaften des Hektor Dalmore, regia di Richard Oswald (1921)
- Die Sonne Asiens, regia di Edmund Heuberger (1921)
- Susanne Stranzky, regia di Otto Rippert (1921)
- Zu Hilfe!, regia di Arthur Günsburg (1921)
- Die schwarze Pantherin, regia di Johannes Guter (1921)
- Im Banne der Kralle, regia di Carl Froelich e Leo Kronau (1921)
- Fortunato. 1. Der tanzende Dämon, regia di Karl Halden (1921)
- Fortunato. 2. Die Todesfahrt in den Lüften, regia di Georg Schmidt-Rudow (1921)
- Die Geheimnisse von Berlin, 3. Teil - Berlin-Moabit. Hinter Gitterfenstern, regia di Max Mack (1921)
- Brigantenrache, regia di Reinhard Bruck (1922)
- Der Unheimliche, regia di Ernst Wendt (1922)
- Die Stumme von Portici, regia di Arthur Günsburg (1922)
- Wer wirft den ersten Stein, regia di Arthur Günsburg (1922)
- Quarantäne, regia di Max Mack (1923)
- La Vierge du portail, regia di Albert Durec (1923)
- Dudu, ein Menschenschicksal, regia di Rudolf Meinert (1924)
- Königsliebchen, regia di Heinz Schall (1924)
- Rosenmontag, regia di Rudolf Meinert (1924)
- Winterstürme, regia di Otto Rippert (1924)
- Harry Hills Jagd auf den Tod. 1. Teil, regia di Lorenz Bätz e Willy Rath (1925)
- Harry Hills Jagd auf den Tod. 2. Teil, regia di Lorenz Bätz e Willy Rath (1925)
- Der Hahn im Korb, regia di Georg Jacoby (1925)
- Vater Voss, regia di Max Mack (1925)
- Ballettratten, regia di Arthur Günsburg (1925)
- Elegantes Pack, regia di Jaap Speyer (1925)
- O alte Burschenherrlichkeit, regia di Helene Lackner e Eugen Rex (1925)
- Der Ritt in die Sonne, regia di Georg Jacoby (1926)
- Der Stolz der Kompagnie, regia di Georg Jacoby (1926)
- Der Geiger von Florenz, regia di Paul Czinner (1926)
- Das Gasthaus zur Ehe, regia di Georg Jacoby (1926)
- Der dumme August des Zirkus Romanelli, regia di Georg Jacoby (1926)
- Der Provinzonkel, regia di Manfred Noa (1926)
- Fräulein Josette - Meine Frau, regia di Gaston Ravel (1926)
- Das süße Mädel, regia di Manfred Noa (1926)
- Überflüssige Menschen, regia di Aleksandr Razumnyj (1926)
- Die Königin des Weltbades, regia di Victor Janson (1926)
- Die versunkene Flotte, regia di Graham Hewett, Manfred Noa (1926)
- Eine tolle Nacht, regia di Richard Oswald (1927)
- Die Bräutigame der Babette Bomberling, regia di Victor Janson (1927)
- The Queen Was in the Parlour, regia di Graham Cutts (1927)
- La danzatrice di Granata (Die berühmte Frau), regia di Robert Wiene (1927)
- Der Geisterzug, regia di Géza von Bolváry (1927)
- Der fröhliche Weinberg, regia di Jacob Fleck e Luise Fleck (1927)
- Sechs Mädchen suchen Nachtquartier, regia di Hans Behrendt (1928)
- Mein Leben für das Deine, regia di Luitz-Morat (1928)
- Die große Abenteuerin, regia di Robert Wiene (1928)
- Tu non mentirai! (Die Frau auf der Folter), regia di Robert Wiene (1928)
- Die Räuberbande, regia di Hans Behrendt (1928)
- The Wrecker, regia di Géza von Bolváry (1929)
- Terra senza donne (Das Land ohne Frauen), regia di Carmine Gallone (1929)
- Una donna nella luna (Frau im Mond), regia di Fritz Lang (1929)
- Die kleine Veronika, regia di Robert Land (1929)
- Mon gosse de père, regia di Jean de Limur (1930)
- Die Lindenwirtin
- Komm' zu mir zum Rendezvous, regia di Carl Boese (1930)
- El amor solfeando, regia di Armand Guerra e (non accreditati) Robert Florey e Florián Rey (1930)
- Kohlhiesels Töchter, regia di Hans Behrendt (1930)
- L'Amour chante, regia di Robert Florey (1930)
- Roxi B bar (Ihre Majestät die Liebe), regia di Joe May (1931)
- Drei Tage Liebe, regia di Heinz Hilpert (1931)
- ...und das ist die Hauptsache!?, regia di Joe May (1931)
- Il ventaglio della Pompadour (Opernredoute), regia di Max Neufeld (1931)
- Die Abenteurerin von Tunis, regia di Willi Wolff (1931)
- 24 Stunden aus dem Leben einer Frau, regia di Robert Land (1931)
- Eine Nacht im Grandhotel, regia di Max Neufeld (1931)
- La Femme de mes rêves, regia di Jean Bertin (1931)
- Sotto falsa bandiera (Unter falscher Flagge), regia di Johannes Meyer (1932)
- Zwei in einem Auto, regia di Joe May (1932)
- Mädchen zum Heiraten, regia di Wilhelm Thiele (1932)
- Moderne Mitgift, regia di E.W. Emo (1932)
- Desiderio 202 (Sehnsucht 202), regia di Max Neufeld (1932
- Une jeune fille et un million
- L'Orloff (Der Diamant des Zaren), regia di Max Neufeld (1932)
- Aspetto una signora (Ein Lied für dich), regia di Joe May (1933)
- Flucht nach Nizza, regia di James Bauer (1933)
- Muß man sich gleich scheiden lassen, regia di Hans Behrendt (1933)
- Tout pour l'amour, regia di Henri-Georges Clouzot, Joe May (1933)
- Vecchia Russia (Großfürstin Alexandra), regia di Wilhelm Thiele (1934)
- Those Were the Days, regia di Thomas Bentley (1934)
- Bariole, regia di Benno Vigny (1934)
- Freedom of the Seas, regia di Marcel Varnel (1934)
- Sinfonia d'amore (Blossom Time), regia di Paul L. Stein (1934)
- Mister Cinders, regia di Frederic Zelnik (1934)
- Il sultano rosso (Abdul the Damned), regia di Karl Grune (1935)
- Music Hath Charms, regia di Thomas Bentley (1935)
- Love in Exile, regia di Alfred L. Werker (1936)
- The Marriage of Corbal, regia di Karl Grune e, non accreditato, Frederic Brunn (1936)
- Pagliacci, regia di Karl Grune (1936)
- Please Teacher, regia di Stafford Dickens (1937)
- Let's Make a Night of It, regia di Graham Cutts (1937)
- Over She Goes, regia di Graham Cutts (1937)
- Housemaster, regia di Herbert Brenon (1938)
- Queer Cargo, regia di Harold D. Schuster (1938)
- Hold My Hand, regia di Thornton Freeland (1938)
- Premiere, regia di Walter Summers (1938)
- So This Is London, regia di Thornton Freeland (1939)
- Shipyard Sally, regia di Monty Banks (1939)
- Ten Days in Paris, regia di Tim Whelan (1940)
- Girl in the News, regia di Carol Reed (1940)
- Night Train to Munich, regia di Carol Reed (1940)

### Operatore
- Der Geisterzug, regia di Géza v. Bolvary-Zahn (1927)
- Die kleine Veronika, regia di Robert Land (1929)
- Il mio avventuriero (A Yank in the R.A.F.), regia di Henry King (1941)

### Regista
- Das Glück von Grinzing (1933)
- V tom domecku pod Emauzy (1933)
- The Student’s Romance (1935)